# Sousville
Sousville település Franciaországban, Isère megyében. Lakosainak száma 145 fő (2022. január 1.). Sousville La Mure, Nantes-en-Ratier, Ponsonnas és Saint-Laurent-en-Beaumont községekkel határos.

## Népesség
A település népessége az elmúlt években az alábbi módon változott:
| Lakosok száma | 108  | 85   | 98   | 122  | 143  | 141  | 140  | 143  | 145  | 145  |
|               | 1968 | 1982 | 1990 | 2006 | 2013 | 2015 | 2017 | 2019 | 2020 | 2022 |